# Chiffonnade

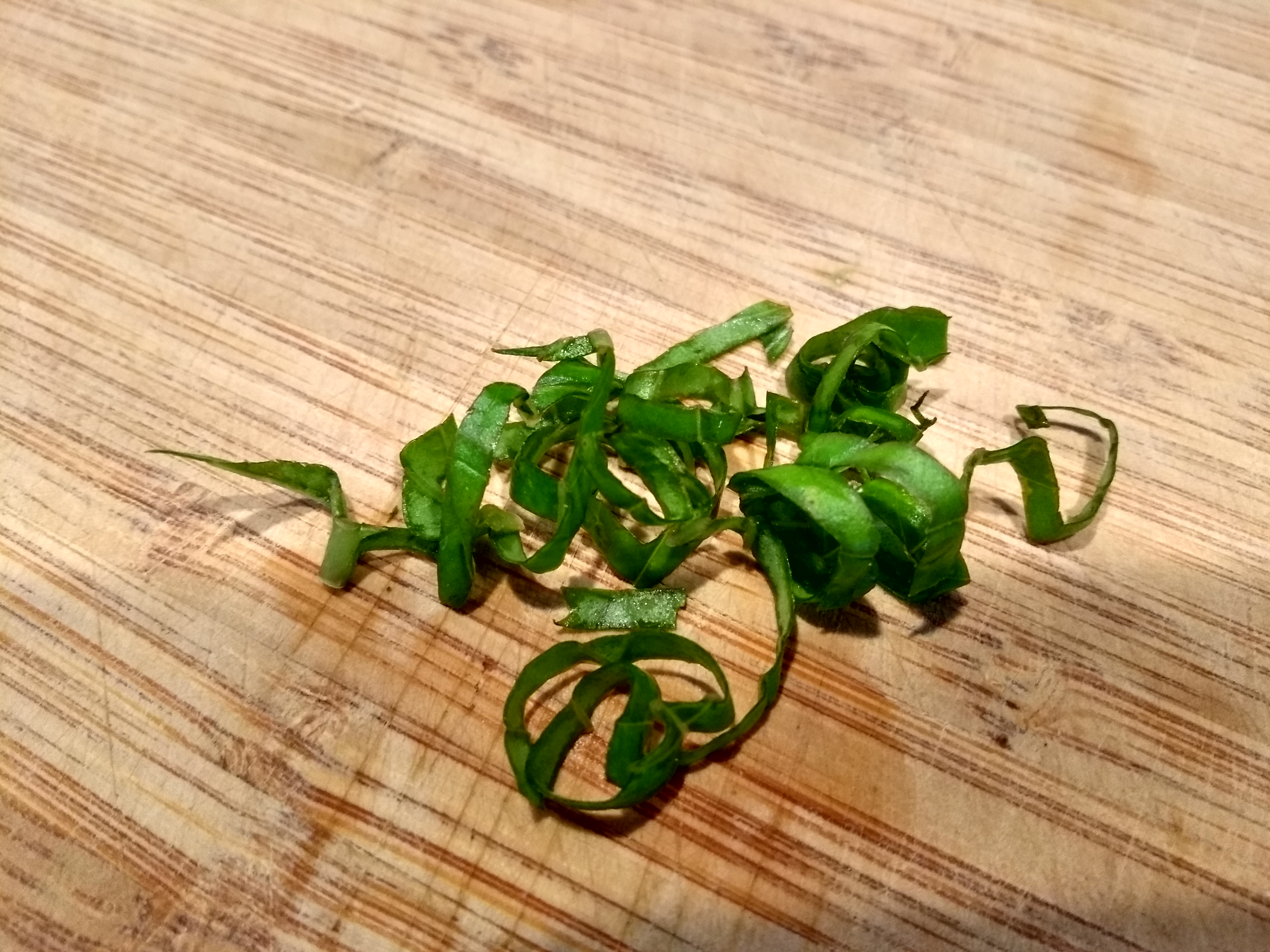
Chiffonnade de basilic.

En cuisine, la chiffonnade désigne toute plante émincée en lanières, à la manière d'une julienne. Elle concerne notamment l'oseille et la laitue, éventuellement mélangées, ou l'endive, et par extension d'autres légumes verts feuillus comme les épinards, ou la bette à carde ou des herbes à feuilles plates comme le basilic.

## Description
En 1938, la première édition du Larousse gastronomique décrit la chiffonnade ainsi : « Toute plante, herbacée ou autre, que l'on a détaillée en minces lanières. Ce terme s'emploie plus particulièrement pour désigner un mélange d'oseille et de laitue détaillées en julienne fine et fondues au beurre. » La chiffonnade est notamment utilisée pour préparer des potages ou en garniture.
Cette technique n'est pas adaptée aux feuilles d'herbes petites, étroites ou de forme irrégulière comme la coriandre, le persil, le thym ou le romarin. Elle nécessite une surface plane et constante pour que le couteau puisse réaliser les rubans.

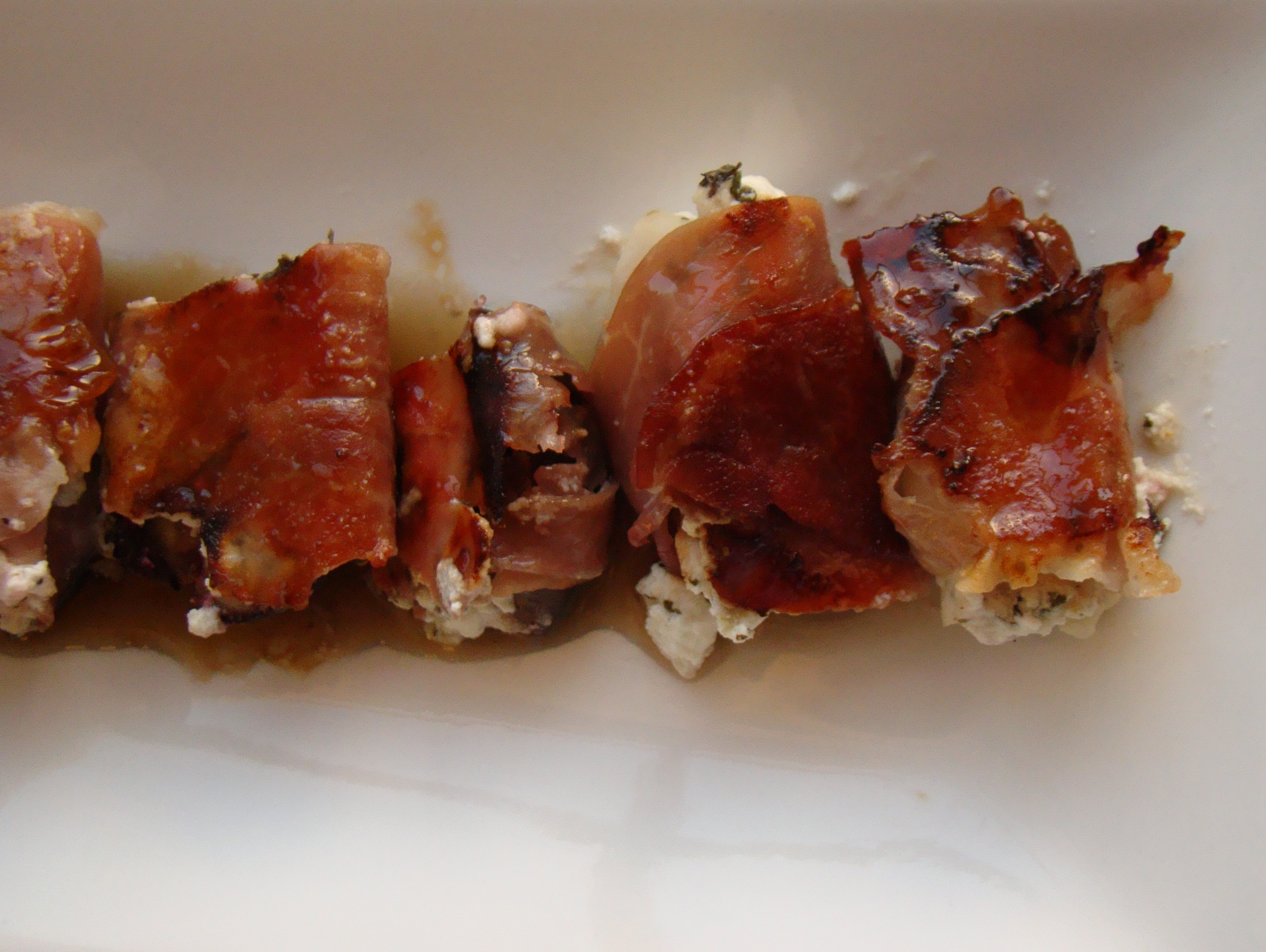
Chiffonnade de jambon.

Par extension, on parle aussi de chiffonnade de jambon.